# Blessing Oborududu
Blessing Oborududu (ur. 12 marca 1989) – nigeryjska zapaśniczka walcząca w stylu wolnym. Trzykrotna olimpijka. Srebrna medalistka olimpijska z Tokio 2020 w kategorii 68 kg. Zajęła osiemnaste miejsce w Londynie 2012 (kategoria 63 kg) i czternaste w Rio de Janeiro 2016 (kategoria 63 kg), a także piąte w Paryżu 2024 (kategoria 68 kg).
Piąta na mistrzostwach świata w 2017. Triumfatorka igrzysk afrykańskich w 2015, 2019 i 2023. Zdobyła czternaście medali na mistrzostwach Afryki w latach 2009 - 2024. Mistrzyni igrzysk Wspólnoty Narodów w 2018 i 2022; druga w 2010 i trzecia w 2014. Mistrzyni Wspólnoty Narodów w 2013, a także igrzysk Solidarności Islamskiej w 2017 roku.
Zawodniczka Niger Delta University w Bayelsa.

## Turniej wLondynie 2012
| Konkurencja         | Walki        | Walki                   | Klas. końcowa |
| Konkurencja         | Przeciwnik I | Przeciwnik II           | Miejsce       |
| ------------------- | ------------ | ----------------------- | ------------- |
| styl wolny do 63 kg | (wolny los)  | Monika Michalik (POL) L | XVIII         |